# Ḥabūs
Gli ḥabūs  (in arabo حبوس‎?) designano nel diritto musulmano un tipo di legislazione relativa alla proprietà della terra o di immobili. 
Sono classificati in tre tipi: pubblici, privati, misti. Il termine è impiegato soprattutto nel Maghreb.

## Habous privati
Detti anche waqf o beni di Manomorta, designano un bene fondiario o immobiliare inalienabile. Il fondatore beneficia dell'usufrutto del bene per tutta la vita, e alla sua morte il diritto è conservato intatto dall'erede. Quando la linea familiare si estingue, il bene è destinato ad opere caritatevoli o pie che il beneficiario deve indicare nell'atto costitutivo.

## Habous pubblici
Si tratta in genere di habous privati caduti nella Manomorta. Enti o opere di interesse generale dotate di rendite importanti, perlopiù istituti sanitari o di istruzione a carattere religioso.

## Habous misti
Via di mezzo tra habous pubblici e privati. Si tratta beni di interesse generale a gestione privata.